# اوشی‌زوشی

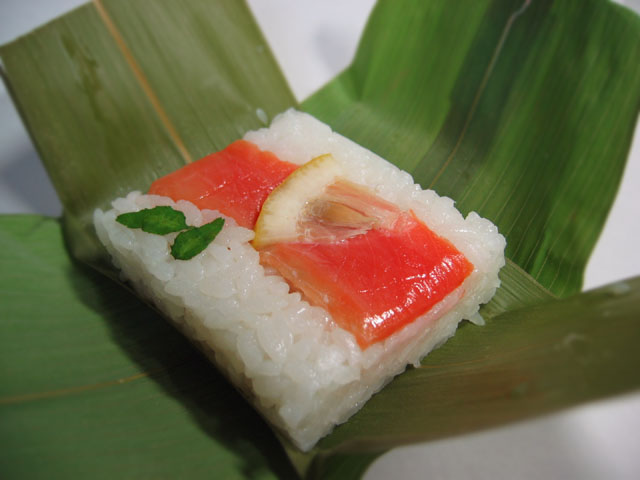
یک نوع اوشی‌زوشی به نام ساسازوشی

اوشی‌زوشی (به ژاپنی: 押し寿司 Oshizushi) یا هاکوزوشی (به ژاپنی: 箱寿司 Hakozushi) یکی از انواع سوشی است. در این نوع سوشی در جعبهٔ قالب پرس سوشی، مواد لازم در لابلای برنج سوشی یا سومشی گذاشته شده و نصف روز در داخل این جعبه تحت فشار قرار می‌گیرند تا بهم فشرده شده و شکلی بهم پیوسته پیدا کنند.

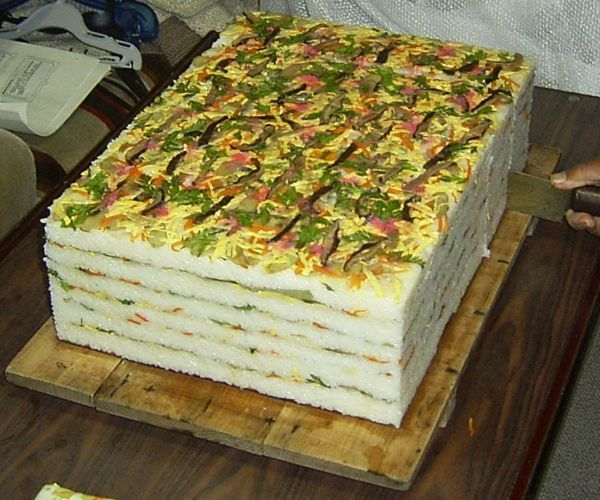
ایواکونی‌زوشی نوعی اوشی‌زوشی
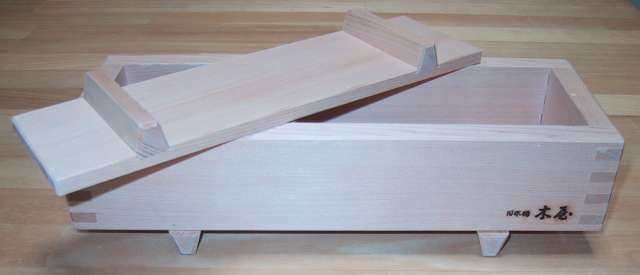
اوشی‌زوشی هاکو جعبه پرس سوشی
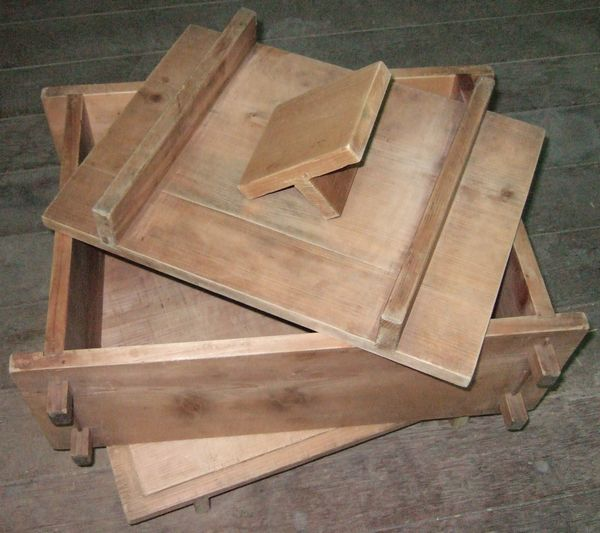
جعبه پرس سوشی مخصوص تهیه ایواکونی‌زوشی غذای سنتی شهر ایواکونی در استان یاماگوچی